# Кандела (Фођа)
Кандела (итал. Candela) је насеље у Италији у округу Фођа, региону Апулија.
Према процени из 2011. у насељу је живело 2197 становника. Насеље се налази на надморској висини од 473 м.

## Становништво
| 1951. | 1961. | 1971. | 1981. | 1991. | 2001. | 2011. |
| ----- | ----- | ----- | ----- | ----- | ----- | ----- |
| 7.565 | 6.091 | 4.087 | 3.096 | 2.809 | 2.823 | 2.693 |